# Romana De Piaggi
Romana María Silvia De Piaggi (30 de julio de 1940), es una arpista argentina, ganadora de dos premios Konex a la música clásica.

## Biografía
De Piaggi nació el 30 de julio de 1940. Estudió en la Accademia Chigiana de Siena en Italia. 
Luego fue profesora Titular de la Universidad Nacional de San Juan, en el Conservatorio Julián Aguirre y en la Academia Orquestal del Teatro Colón.
Trabajo como arpista en la  Orquesta Estable del Teatro Colón. También fue arpista en la Orquesta Filarmónica de Buenos Aires.
De Piaggi fue arpista invitada de la Orquesta Filarmónica de Israel, dirigida por Zubin Mehta y de la Orquesta Nacional de Francia, dirigida por  Lorin Maazel.

## Premios
- 1999, Premio Konex como Mejor Instrumentista de Cuerda Punteada,  Diploma al Mérito.
- 1989, Premio Konex  como Mejor Instrumentista de Cuerda Punteada, Diploma al Mérito.